# Halowe Mistrzostwa Świata w Lekkoatletyce 2001 – trójskok kobiet
Trójskok kobiet – jedna z konkurencji rozgrywanych podczas halowych mistrzostw świata w lekkoatletyce w 2001, zmagania w niej odbyły się 11 marca.
Do konkursu zgłoszonych zostało 8 zawodniczek z 6 państw.
Zawody w tej konkurencji wygrała reprezentantka Bułgarii Tereza Marinowa. Drugą pozycję zajęła zawodniczka z Rosji Tatjana Lebiediewa, trzecią zaś reprezentująca Stany Zjednoczone Tiombé Hurd.

## Wyniki
| Miejsce | Zawodnik           | Państwo           | Podejście | Podejście | Podejście | Podejście | Podejście | Podejście | Wynik | Uwagi |
| Miejsce | Zawodnik           | Państwo           | #1        | #2        | #3        | #4        | #5        | #6        | Wynik | Uwagi |
| ------- | ------------------ | ----------------- | --------- | --------- | --------- | --------- | --------- | --------- | ----- | ----- |
| 01 !    | Tereza Marinowa    | Bułgaria          | 14,91     | X         | X         | 14,68     | X         | X         | 14,91 | PB    |
| 02 !    | Tatjana Lebiediewa | Rosja             | 14,08     | 14,29     | 14,53     | X         | 14,85     | 14,47     | 14,85 |       |
| 03 !    | Tiombé Hurd        | Stany Zjednoczone | 13,92     | X         | X         | 14,19     | X         | X         | 14,19 | PB    |
| 4.      | Olga Bolșova       | Mołdawia          | 14,17     | X         | 14,09     | 12,02     | 13,90     | 13,95     | 14,17 | NR    |
| 5.      | Oksana Rogowa      | Rosja             | 13,73     | 14,00     | 14,17     | 13,75     | 14,02     | 13,97     | 14,17 |       |
| 6.      | Cristina Nicolau   | Rumunia           | 13,49     | 13,55     | 14,05     | 14,00     | 13,90     | 13,91     | 14,05 |       |
| 7.      | Anja Valant        | Słowenia          | 13,73     | 13,84     | 13,45     | 13,65     | 13,81     | X         | 13,84 |       |
| 8.      | Adelina Gavrilă    | Rumunia           | 13,72     | 13,77     | X         | 13,62     | X         | 13,67     | 13,77 | SB    |